# 莱德霍瑟
莱德霍瑟（德語：Lederhose，意为“皮裤”）是德国图林根州的市镇，隶属于格赖茨县。总面积为4.84平方千米，截至2023年12月31日总人口为264人。